# Глубинная экология
Глубинная экология — экологическая философия, которая продвигает внутреннюю ценность всех живых существ, независимо от их утилитарной пользы для человеческих потребностей. Кроме этого, продвигается изменение современных человеческих обществ в соответствии с такими идеями.
Глубинная экология утверждает, что природа представляет собой комплекс отношений, в котором существование одних организмов зависит от существования других. Постулируется, что незначительное вмешательство человека в окружающую среду или её разрушение представляет собой угрозу не только для людей, но и для всех организмов, составляющих естественный порядок.
Главным принципом глубинной экологии является вера в то, что среда обитания должна расцениваться как имеющая определенные основные моральные и юридические права на жизнь, несмотря на её ценность для использования человеком. Глубинная экология предполагает оценку других существ как нечто большее, чем просто ресурсы для человека. Она называется «глубинная», потому что предполагает более глубокий взгляд на взаимоотношения человека с миром природы, приводящий к более глубоким философским выводам, чем те, которых придерживаются активисты энвайронментализма.
Движение не придерживается антропоцентрического энвайронментализма (который заботится о сохранении окружающей среды только для эксплуатации человеком и для человеческих целей), поскольку глубокая экология исходит из других философских предпосылок. Глубинная экология исходит из целостного взгляда на мир, в котором живут люди, и стремится применить к жизни понимание того, что отдельные части экосистемы (включая человека) функционируют как единое целое. Философия затрагивает основные принципы различных экологических и зеленых движений и отстаивает систему экологической этики, отстаивающую сохранение дикой природы, ненасильственную политику, способствующую сокращению населения, и простой образ жизни.

## Происхождение
В своей статье 1973 года, посвященной глубокой экологии, Арне Нэсс заявил, что его вдохновляли экологи, которые изучали экосистемы по всему миру. В эссе 2014 года эколог Джордж Сешнс назвал трех человек, активных в 1960-х годах, которых он считал основополагающими для движения: писательница и защитник природы Рэйчел Карсон, эколог Дэвид Брауэр и биолог Пол Р. Эрлих. Сешнс рассматривает публикацию книги Карсон 1962 года «Безмолвная весна» как начало современного движения за глубокую экологию. Нэсс также считал Карсон создательницей движения, про её сочинения он писал: «Эврика, я нашел это».
Другие события 1960-х годов, которые предположительно повлияли на основание движения, — это формирование Гринпис и фотографии Земли, плывущей в космосе, сделанные астронавтами Аполлона.

## Принципы
Глубинная экология представляет собой экологическую этику (то есть предложения о том, как люди должны относиться к природе). Кроме этого, это общественное движение, основанное на целостном видении мира. Глубинные экологи считают, что выживание любой части экологической системы зависит от благополучия её в целом, и критикуют представление о человеческом превосходстве над природой, которое, по их мнению, не было характерной чертой большинства культур на протяжении всей человеческой истории.
Глубинная экология представляет собой экоцентрический (ориентированный на природу) взгляд, а не антропоцентрический (ориентированный на человека) взгляд, разработанный в его конечной форме философами Просвещения, такими как Ньютон, Бэкон и Декарт. Сторонники глубинной экологии выступают против утверждения о том, что человек отделен от природы, отвечает за природу или является ее распорядителем или что природа существует как ресурс, который можно свободно использовать.
Активисты ссылаются на тот факт, что коренные народы не эксплуатируют свою окружающую среду и сохраняют устойчивое общество на протяжении тысяч лет. Для них это является доказательством того, что человеческие общества не обязательно являются деструктивными по своей природе.
Они считают, что на смену капитализму должна прийти иная экономическая система, поскольку товаризация природы индустриальной цивилизацией, основанная на идеи экономического роста или «прогресса», представляет серьезную опасность для биосферы. Глубинные экологи считают, что ущерб, нанесенный экологическим системам после промышленной революции, угрожает социальным коллапсом и возможному вымиранию видов. Активисты стремятся к идеологическим, экономическим и технологическим изменениям. Глубинная экология утверждает, что экосистемы могут поглощать ущерб только в пределах определенных значений, и утверждает, что человеческая цивилизация ставит под угрозу биоразнообразие Земли. Глубинные экологи считают, что оптимальная численность населения на Земле без ископаемого топлива составляет 0,5 миллиарда, но выступают за постепенное сокращение численности населения, а не какое-либо апокалиптическое решение.
Глубокая экология избегает традиционной политической парадигмы левого и правого крыла, но считается радикальной («Deep Green») в своем противостоянии капитализму и защите экологической повестки. В отличие от «консервационной экологии», глубинная экология выступает не за контролируемое сохранение природы, а скорее за «невмешательство» в природное разнообразие, за исключением жизненно важных нужд.
Ссылаясь на «людей» как на виновных в чрезмерном разрушении окружающей среды, глубинные экологи в первую очередь ссылаются на «людей внутри цивилизации, особенно индустриальной цивилизации», утверждая, что подавляющие большинство людей, которые когда-либо жили, не жили в обществах, наносящих вред экологии — чрезмерный ущерб биосфере был нанесен в основном за последние сто лет.
В 1985 году Билл Девалл и Джордж Сешнс подытожили свое понимание концепции глубинной экологии следующими восемью пунктами:
- Благополучие человеческой и нечеловеческой жизни на Земле имеет внутреннюю ценность независимо от её ценности для людей.
- Разнообразие форм жизни — часть этой ценности.
- Люди не имеют права сокращать это разнообразие, кроме как для удовлетворения жизненно важных человеческих потребностей.
- Расцвет человеческой и нечеловеческой жизни совместим со значительным сокращением населения.
- Люди уже до критического уровня вмешались в природу, и вмешательство усиливается.
- Политика должна быть изменена, что повлияет на текущие экономические, технологические и идеологические структуры.
- Это идеологическое изменение должно быть сосредоточено на оценке качества жизни, а не на соблюдении все более высокого уровня жизни.
- Все, кто согласен с вышеуказанными принципами, обязаны их выполнять.

## Развитие

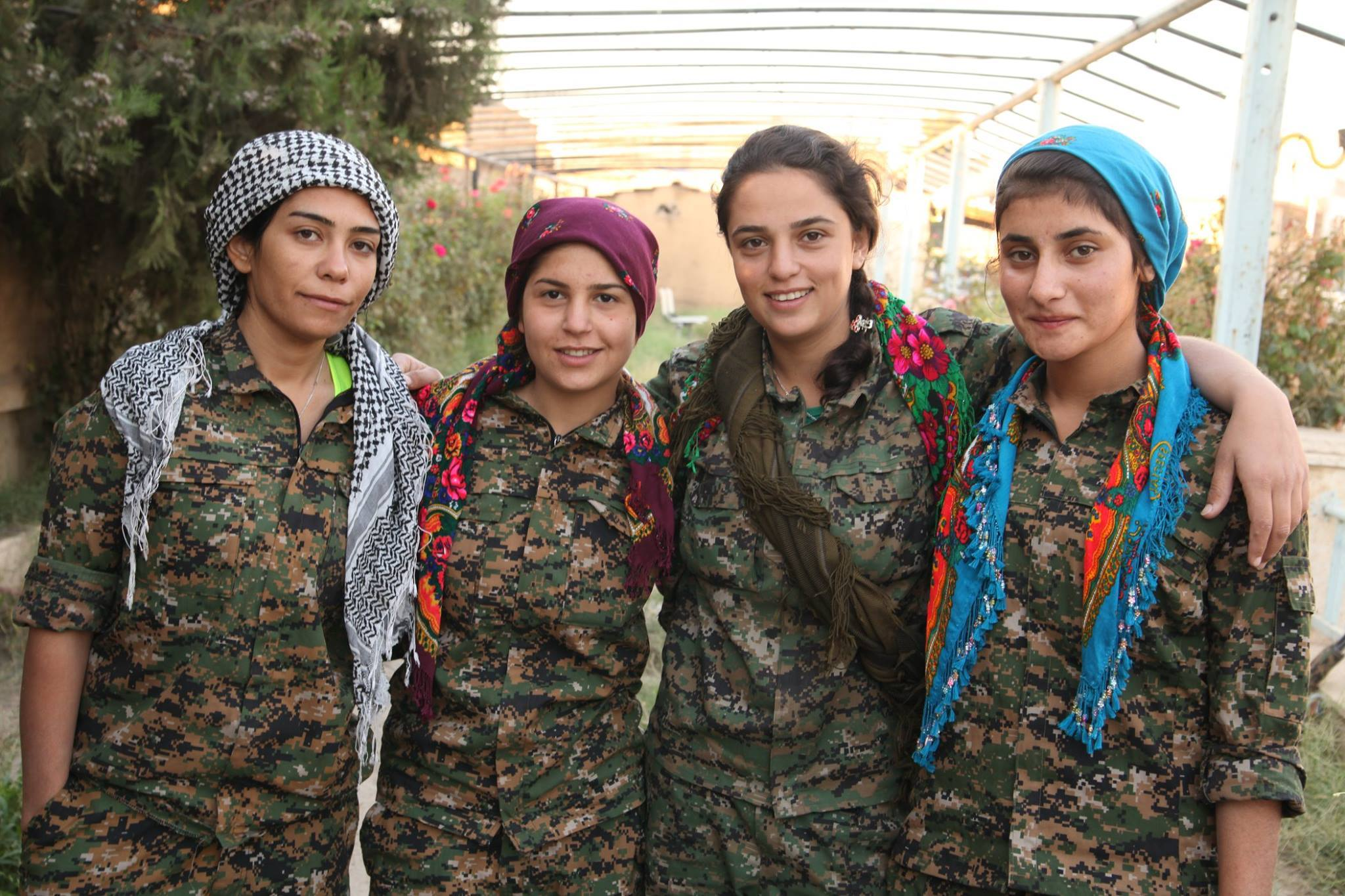
Члены YPJ в тепличной ферме экологического кооперативного сельского хозяйства в Рожаве (AANES)

Фраза «Глубинная экология» впервые появилась в статье норвежского философа Арне Несса в 1973 году. Нэсс сослался на «биосферный эгалитаризм в принципе», который, как он объяснил, был «интуитивно ясной и очевидной ценностной аксиомой. Его ограничение на людей — это… антропоцентризм с пагубным воздействием на качество жизни самих людей… Попытка игнорировать нашу зависимость и установить роль господина-раба способствовала отчуждению человека от самого себя».
Нэсс добавил, что с точки зрения глубокой экологии: «право всех форм [жизни] на жизнь — это универсальное право, которое нельзя измерить количественно. Ни один отдельный вид живых существ не имеет большего права на жизнь и развитие, чем любой другой вид».
Как рассказали Брон Тейлор и Майкл Циммерман: «ключевым событием в развитии глубинной экологии стала конференция „Права нечеловеческой природы“, состоявшаяся в колледже в Клермонте, штат Калифорния, в 1974 году, [которая] привлекла многих из тех, кто станет интеллектуальные архитекторы глубокой экологии. В их числе Джордж Сешнс, который, как и Нейсс, опирался на пантеизм Спинозы, позже стал соавтором „Глубокой экологии“ — [Жизнь, как если бы природа имела значение] с Биллом Деволлом; Гэри Снайдер, чей замечательный, получивший Пулитцеровскую премию Черепаший остров провозгласил ценность духовности, основанной на местах, коренных культур и анимистических представлений, идей, которые станут центральными в субкультурах глубокой экологии; и Пол Шепард, который в „Нежном плотоядном животном“ и „Священной игре“ и последующих работах, таких как „ Природа и безумие“ и „ Возвращение домой в плейстоцен“, утверждал, что общества, занимающиеся собирательством, с экологической точки зрения превосходят сельское хозяйство [другие общества] и эмоционально более здоровы. Шепард и Снайдер особенно представили космогонию, объясняющую падение человечества из нетронутого природного рая. Также чрезвычайно влиятельным был пасьянс „Пустыня“ Аббатства Эдварда, в котором пустыня рассматривалась как священное место, уникально способное пробудить в людях правильное, неантропоцентрическое понимание ценности природы. К началу 1970-х годов приведенные выше цифры заложили интеллектуальные основы глубинной экологии».
Важную роль в развитии глубинной экологии сыграл философ-анархист Мюррей Букчин, на протяжении 1980-х годов.

## Критика

### Евроцентристский уклон
Гуха и Мартинес-Альер критикуют четыре определяющих характеристики глубинной экологии. Во-первых, поскольку глубокие экологи считают, что экологические движения должны перейти от антропоцентрического подхода к экоцентрическому, они не могут признать два самых фундаментальных экологических кризиса, с которыми сегодня сталкивается мир: 1) чрезмерное потребление на глобальном севере и 2) растущая милитаризация.
Во-вторых, акцент глубокой экологии на дикой природе дает импульс империалистическим устремлениям Запада. В-третьих, глубокая экология апроприирует восточные традиции, характеризует восточные духовные верования как монолитные и отрицает агентность восточных народов.
И, в-четвертых, поскольку глубокая экология приравнивает защиту окружающей среды к сохранению дикой природы, ее радикальные элементы ограничиваются американским движением за сохранение дикой природы.
Однако глубинные экологи указывают на несогласованность этого дискурса. Не как на «критику третьего мира», а как на критику капиталистической элиты стран третьего мира, стремящихся узаконить эксплуатацию локальных экосистем для получения экономической выгоды совместно с глобальной капиталистической системой. Примером такой эксплуатации является продолжающаяся вырубка лесов Амазонки в Бразилии при президенте Жаире Болсонару.